# Alcyonium clavatum
Alcyonium clavatum is een zachte koraalsoort uit de familie Alcyoniidae. De koraalsoort komt uit het geslacht Alcyonium. Alcyonium clavatum werd in 1890 voor het eerst wetenschappelijk beschreven door Studer. 